# Paul van Herck
Paul van Herck est un écrivain belge de science-fiction de langue néerlandaise.
Il est né en 1938 à Berchem, près d'Anvers.